# Anastasia Jermakova
Anastasia Nikolajevna Jermakova (Russisch: Анастасия Николаевна Ермакова; Moskou, 8 april 1983) is een Russisch synchroonzwemster. Met vier Olympische gouden medailles behoort ze tot de meest succesvolle Olympische deelneemsters wat betreft synchroonzwemmen. Daarnaast won ze acht gouden en twee zilveren medailles op wereldkampioenschappen en één gouden medaille op Europese kampioenschappen. Momenteel is ze coach van het Italiaanse synchroonzwemsters.

## Erelijst
Olympische Spelen
- 2004, Duet
- 2004, Team
- 2008, Duet
- 2008, Team